# Adhemar Pimenta
Adhemar Pimenta (Rio de Janeiro, 12 aprile 1896 – Rio de Janeiro, 26 agosto 1970) è stato un allenatore di calcio brasiliano.

## Carriera
Guidò la Nazionale brasiliana durante il Campionato mondiale di calcio 1938.
Pesa su di lui la responsabilità di aver sottovalutato l'impegno nella semifinale, persa per 2-1 contro l'Italia di Vittorio Pozzo (pure campione del mondo in carica), nella quale ha tenuto a riposo i giocatori più forti della sua nazionale, Leonidas e Tim, in vista della "sicura" finale.